# Zołote Połe
Zołote Połe (ukr. Золоте Поле, ros. Золотое Поле, Zołotoje Pole) – wieś na Ukrainie, w Autonomicznej Republice Krymu (de iure stanowiącej integralną część państwa ukraińskiego, w 2014 anektowanej przez Rosję i odtąd funkcjonującej jako Republika Krymu), w rejonie kirowskim. W 2001 liczyła 3285 mieszkańców, wśród których 418 wskazało jako ojczysty język ukraiński, 2286 rosyjski, 512 krymskotatarski, 18 białoruski, 1 romski, 2 niemiecki, a 48 inny. Według spisu ludności przeprowadzonego przez okupacyjne władze rosyjskie populacja wsi w 2014 wynosiła 2543 osoby.